# Neopelma
Genre
Neopelma est un genre d'oiseaux de la famille des Pipridae.

## Liste des espèces
Selon la classification de référence du Congrès ornithologique international (version 7.3, 2017) :
- Neopelma aurifrons (zu Wied-Neuwied, 1831)
- Neopelma chrysocephalum (Pelzeln, 1868)
- Neopelma chrysolophum Pinto, 1944
- Neopelma pallescens (Lafresnaye, 1853)
- Neopelma sulphureiventer (Hellmayr, 1903)